# Michel Remue
Michel Remue (Dikkelvenne, 25 oktober 1919 - Gavere, 2 maart 1985) was een Belgisch beroepswielrenner van 1938 tot 1953 en vooral actief als streekrenner.
Michel Remue behaalde 19 zeges als beroepsrenner. Hij had zijn topjaren in 1946 en 1947. In 1946 behaalde hij de zege in semi-klassiekers zoals de Ronde van Oost-Vlaanderen en de Ronde van West-Vlaanderen en een derde plaats in Gent-Wevelgem. In 1947 zegevierde hij in 7 wedstrijden waaronder de Dr. Tistaertprijs, de Omloop van de Vlaamse Ardennen te Ichtegem en de Stadsprijs Geraardsbergen. 

## Erelijst
- 1938

2de in Knokke
- 1943

3de in Jabbeke
- 1944

1ste in Aaigem
2de in Waasmunster
2de in Wakken
2de in Haaltert
2de in Scheldewindeke
3de in Rumbeke
- 1945

1ste in Eksaarde
2de in Dikkelvenne
2de in Nokere Koerse
2de in Omloop van Midden-Vlaanderen
2de in Scheldewindeke
2de in Outer
3de in Vlaamse Pijl Kalken
3de in Wieze
3de in Zingem (criterium)
- 1946

1ste in Ronde van Oost-Vlaanderen te Evergem
1ste in Ronde van West-Vlaanderen
2de in Eindklassement Tour de l'Ouest
3de in 2de etappe Dwars door België
3de in Gent - Wevelgem
- 1947

1ste in Dr. Tistaertprijs Zottegem
1ste in Eke
1ste in Sint-Lievens-Houtem
1ste in Aaigem
1ste in Huise
1ste in Omloop der Vlaamse Ardennen te Ichtegem
1ste in Schellebelle
1ste in Stadsprijs Geraardsbergen
1ste in Zingem (criterium)
1ste in Grote Prijs Memling
2de in GP Stad Vilvoorde
2de in Nokere Koerse
2de in Omloop van Midden-Vlaanderen
3de in Knokke-Heist
- 1948

1ste in Asper
1ste in Deinze
1ste in Gistel
2de in GP Stad Vilvoorde
2de in Omloop van Oost-Vlaanderen te Ertvelde
2de in Omloop van Midden-Vlaanderen te Deinze
2de in Sint-Lievens-Houtem
3de in Wingene
- 1949

1ste in Mandel-Leie-Schelde
1ste in Sint-Andries
2de in Lauwe
2de in Lokeren
3de in Ninove
3de in Nokere Koerse
3de in Oosterzele
3de in Zomergem
3de in Wichelen
- 1951

1ste in Steenhuize-Wijnhuize
3de in Zwevegem

## Resultaten in voornaamste wedstrijden
| Jaar | Gent-Wevelgem | Ronde van Vlaanderen | Parijs-Roubaix | Omloop Het Volk | Kuurne-Brussel-Kuurne |
| ---- | ------------- | -------------------- | -------------- | --------------- | --------------------- |
| 1945 |               |                      |                | 14e             |                       |
| 1946 | Brons         | 6e                   |                |                 |                       |
| 1947 |               |                      |                |                 | 4e                    |
| 1948 |               | 12e                  | 16e            | 7e              |                       |
| 1949 | 23e           |                      |                |                 |                       |